# Candide (Bernstein)
Candide là vở operetta của nhà soạn nhạc người Mỹ Leonard Bernstein. Vở operetta được viết dựa theo tác phẩm cùng tên của đại văn hào Voltaire. Lúc đầu, lời của tác phẩm là của Lillian Hellman, nhưng từ năm 1974 trở đi, người viết lời cho tác phẩm là Hugh Wheeler với nhiều bổ sung so với tác phẩm của Voltaire.